# Stranamore
Stranamore è stato un programma televisivo andato in onda dal 1994 al 2009. Ha vissuto il suo momento di maggiore popolarità tra il 1994 e il 1998 quando, con la conduzione di Alberto Castagna, andava in onda la domenica sera su Canale 5. La trasmissione era basata su un format olandese del 1992 intitolato All You Need Is Love, che è anche il titolo dell'omonima canzone dei The Beatles che funge da sigla ufficiale per entrambe le versioni.

## Il programma
Stranamore nasce nel 1994 sotto la conduzione di Alberto Castagna, volto storico della trasmissione, che è stato al timone dello show fino al giorno del suo decesso, il 1º marzo 2005. Inizialmente il programma, il cui format riprende in parte un'idea già presente nelle rubriche Fiori di Arancio della trasmissione Portobello di Enzo Tortora, Amore ritorna del programma Studio 5 e Ti amo... parliamone del programma Agenzia matrimoniale, sarebbe dovuto andare in onda quotidianamente nella fascia pomeridiana di Rete 4 poiché non particolarmente apprezzata da Silvio Berlusconi, all'epoca alla guida delle reti Fininvest, ma in seguito alla discesa in campo di Berlusconi e del conseguente abbandono di tutti i ruoli in Fininvest, Fatma Ruffini, autrice e adattatrice del format originale, ottenne la collocazione della trasmissione in prima serata sulla rete ammiraglia del gruppo.
Le prime edizioni del fortunato programma andarono in onda su Canale 5, facendo registrare ascolti record. La struttura del programma si basava su storie di coppie in crisi che tentavano la riconciliazione tramite il mezzo televisivo e accorati appelli videoregistrati. Tratto distintivo della trasmissione era un camper che girava l'Italia per raggiungere i vari protagonisti delle storie narrate, cercando con l'occasione di far vedere scorci, magari poco conosciuti, del Paese. La trasmissione, che nel 1994 ricevette il Telegatto come programma televisivo dell'anno, venne in più occasioni accusata di non trasmettere sempre storie reali. 
Sul finire degli anni novanta, Stranamore subì varie interruzioni dovute alle condizioni di salute del conduttore. Dopo l'edizione 1998, a causa di problemi di salute di Alberto Castagna, che venti giorni dopo un intervento chirurgico fu vittima della rottura di un doppio aneurisma all'aorta toracica, il programma venne sospeso. Nell'autunno del 1999 la redazione riprese a lavorare ad una nuova edizione che sarebbe dovuta partire nella primavera del 2000 con il ritorno di Castagna, questa volta esclusivamente impegnato con la conduzione in studio, e la presenza di Marco Liorni come inviato. Il persistere delle precarie condizioni di salute del conduttore fece arrestare nuovamente la produzione del programma, che si ritrovò costretta a sospendere la messa in onda dei promo TV che invitavano il pubblico a partecipare alla nuova edizione ed accantonare i servizi in esterna già girati da Liorni. La trasmissione riprese ufficialmente solo nella primavera del 2001. I risultati furono però meno lusinghieri e la trasmissione venne retrocessa da Canale 5 a Rete 4. 
Un nuovo stop del programma avvenne inevitabilmente in seguito all'improvviso decesso di Castagna, avvenuto il 1º marzo 2005. Dopo aver inizialmente pensato di cancellare definitivamente la trasmissione, nel gennaio 2006 il programma tornò in onda con la conduzione di Emanuela Folliero, che aveva già affiancato Castagna nell'ultima edizione da lui condotta. A causa degli ascolti sempre più bassi e degli alti costi di produzione la trasmissione venne chiusa al termine della quattordicesima edizione, trasmessa nel 2009.

## Cast

### Inviati
Il programma si avvaleva della figura centrale dell'inviato che in giro per l'Italia cercava assieme alla produzione la persona cui erano destinati i videomessaggi, la invitava a salire sul camper e a raccontare la propria vicenda. Nel corso degli anni si sono alternati i seguenti inviati:
- Alessandro Ippolito (1994-1997)
- Flavio Andreini (1998)
- Corrado Tedeschi (2001, 2003)
- Peppe Quintale (2001)
- Marco Balestri (2002, 2004-2005, 2007-2009)
- Marco Bellavia (2002)
- Maddalena Corvaglia (2003-2005)
- Alessia Mancini (2006-2007)
- Costantino Vitagliano (2006-2007)
- Michael Reale (2006)
- Paolo Brosio (2008)
- Gaia De Laurentiis (2008)
- Daniele Battaglia (2009)

Il ruolo di inviato veniva ricoperto anche dai conduttori del programma. Alberto Castagna è stato alla guida del camper nelle edizioni in onda dal 1994 al 1998, mentre dal 2001 al 2005, in seguito ai problemi di salute, si è limitato alla conduzione in studio. Anche Emanuela Folliero, nelle edizioni da lei condotte dal 2006 al 2009, ha ricoperto in più occasioni il ruolo di inviata. Del gruppo di inviati del programma avrebbe dovuto far parte anche Marco Liorni, arruolato nel 1999 per l'edizione prevista per la primavera del 2000 e mai realizzata per il protrarsi della convalescenza di Castagna. I servizi realizzati da Liorni vennero accantonati e non più riproposti neppure nelle edizioni successive.

### Vallette
Nel corso degli anni al programma hanno preso parte con ruoli minori alcune figure femminili:
- Isabel Toselli (1994-1997)
- Sabina Began (1998)
- Serena Autieri (2001)
- Luciana Francioli De Freitas (2002-2003)
- Laura Piovani (2004)
- Jessi Schneider (2005)
- Claudia Galanti (2006-2009)

### Autori
Tra gli autori che si sono avvicendati dietro le quinte figurano:
- Cristiano Minellono
- Barbara Cappi
- Angelo Ferrari
- Giorgio Vignali
- Riccardo Pasini
- Paolo Taggi
- Salvatore De Pasquale
- Alessandro Ippolito (anche inviato)
- Marco Balestri (anche inviato)
- Stefano Seno
- Pepi Nocera
- Flavio Andreini (anche inviato)
- Davide Crestani
- Alessandro Coscia
- Simona Ercolani
- Walter Maria Calarco (anche regista di tutte le esterne con Alberto Castagna)

Per la realizzazione degli innumerevoli "videomessaggi" e delle altrettante numerose "prove spettacolo", introduce la tecnica del – piano sequenza. Un particolare modo di ripresa, mai usato in televisione, che sarà successivamente usato da molti altri autori e registi.

## Prima edizione (inverno-primavera 1994)
La prima edizione di Stranamore, composta da 18 puntate, prende il via domenica 27 febbraio 1994 alle 20:40 su Canale 5. La trasmissione, in onda in differita dallo Studio 10 del centro di produzione di Cologno Monzese, vede Alberto Castagna impegnato come conduttore ma anche come inviato a bordo del camper in giro per l'Italia. Al suo fianco nel ruolo di inviato l'autore Alessandro Ippolito. il programma è curato da Fatma Ruffini e vede alla regia Silvia Arzuffi. In ogni puntata è riservato uno spazio dedicato al pubblico a casa dal titolo Fortuna bis, nel quale vengono messi in palio 5 milioni in gettoni d'oro rimettendo in gioco i biglietti della Lotteria Italia non estratti il 6 gennaio. La messa in onda della trasmissione è preceduta da alcune polemiche da parte dell'autore e conduttore Gianni Ippoliti, secondo il quale il programma si sarebbe ispirato alla trasmissione Nastro Volante, realizzata da alcune TV locali nel 1990. Altre accuse di plagio arrivano dallo sceneggiatore Demetrio Casile, che trova delle rassomiglianze con la rubrica L'amore bocciato prevista all'interno del programma Dalle 3 alle 5 da lui stesso proposto alle reti Fininvest in passato e mai realizzato. La prima edizione registra una media di 7.803.000 spettatori con uno share medio del 31,52%. Il successo e la popolarità ottenuti permettono al programma di vincere il Telegatto come Trasmissione dell'anno e di guadagnarsi numerose parodie all'interno delle trasmissioni Bucce di banana (Rai 1), Tunnel (Rai 3) e Yogurt (Italia 1). Al termine della prima edizione vengono realizzate due puntate speciali dal titolo Stranamore... e poi, nelle quali si racconta l'evoluzione delle storie più interessanti proposte durante la stagione.
| Puntata | Messa in onda    | Telespettatori | Share  |
| ------- | ---------------- | -------------- | ------ |
| 1       | 27 febbraio 1994 | 6 314 000      | 22,58% |
| 2       | 6 marzo 1994     | 7 428 000      | 28,38% |
| 3       | 13 marzo 1994    | 7 318 000      | ND     |
| 4       | 20 marzo 1994    | 7 633 000      | ND     |
| 5       | 27 marzo 1994    | 7 964 000      | 30,28% |
| 6       | 3 aprile 1994    | 6 581 000      | ND     |
| 7       | 10 aprile 1994   | 7 907 000      | 27,99% |
| 8       | 17 aprile 1994   | 9 904 000      | 35,55% |
| 9       | 24 aprile 1994   | 8 096 000      | ND     |
| 10      | 1º maggio 1994   | 8 497 000      | ND     |
| 11      | 8 maggio 1994    | ND             | ND     |
| 12      | 15 maggio 1994   | 7 197 000      | ND     |
| 13      | 22 maggio 1994   | 8 249 000      | 36,66% |
| 14      | 29 maggio 1994   | 7 935 000      | 38,04% |
| 15      | 5 giugno 1994    | 7 492 000      | 33,42% |
| 16      | 12 giugno 1994   | 7 534 000      | 30,91% |

### Stranamore... e poi
| Puntata | Messa in onda  | Telespettatori | Share  |
| ------- | -------------- | -------------- | ------ |
| 1       | 19 giugno 1994 | 5 675 000      | 28,91% |
| 2       | 26 giugno 1994 | 5 771 000      | 32,20% |

## Seconda edizione (autunno 1994)
La seconda edizione, composta da otto appuntamenti, prende il via in prima serata domenica 16 ottobre e si conclude l'11 dicembre. Al fianco di Alberto Castagna per il secondo anno nel ruolo di inviato è presente Alessandro Ippolito. Ogni puntata, in onda sempre dallo studio 10 di Cologno Monzese, nel quale è stata allestita una nuova scenografia più ampia e spaziosa rispetto alla precedente, prevede la presenza di un ospite musicale. Il programma continua ad ottenere ottimi ascolti, ai quali si aggiungono, come già accaduto nella passata stagione, numerose polemiche legate alla veridicità delle storie trattate. La trasmissione non va in onda domenica 13 novembre per lasciare lo spazio in palinsesto alla prima puntata della miniserie Rossella. Al termine dell'edizione, domenica 18 dicembre, viene realizzata una nuova puntata di Stranamore... e poi in cui si racconta l'evoluzione delle storie più interessanti proposte durante la stagione. Domenica 25 dicembre viene invece realizzata una puntata speciale dal titolo Natale con Stranamore nella quale viene dato spazio a storie legate al Natale. In una storia l'inviato Alessandro Ippolito a bordo del camper raggiunge la Finlandia per consegnare uno speciale videomessaggio.
| Puntata | Messa in onda    | Telespettatori | Share  |
| ------- | ---------------- | -------------- | ------ |
| 1       | 16 ottobre 1994  | 9 240 000      | 36,44% |
| 2       | 23 ottobre 1994  | 9 639 000      | ND     |
| 3       | 30 ottobre 1994  | 9 051 000      | 36,09% |
| 4       | 6 novembre 1994  | 10 356 000     | 38,20% |
| 5       | 20 novembre 1994 | 9 927 000      | 38,11% |
| 6       | 27 novembre 1994 | 9 342 000      | ND     |
| 7       | 4 dicembre 1994  | 10 680 000     | 39,65% |
| 8       | 11 dicembre 1994 | 10 226 000     | 38,56% |

### Stranamore... e poi
| Puntata | Messa in onda    | Telespettatori | Share |
| ------- | ---------------- | -------------- | ----- |
| 1       | 18 dicembre 1994 | 9 683 000      | ND    |

### Natale con Stranamore
| Puntata | Messa in onda    | Telespettatori | Share |
| ------- | ---------------- | -------------- | ----- |
| 1       | 25 dicembre 1994 | 6 728 000      | ND    |

## Terza edizione (primavera 1995)
La terza edizione del programma, composta di dieci appuntamenti, prende il via il 2 aprile 1995 sempre alla domenica sera su Canale 5. Al fianco di Alberto Castagna ancora una volta l'inviato Alessandro Ippolito. A maggio il programma vince il secondo Telegatto, questa volta nella categoria Varietà dell'anno. Domenica 23 aprile e 11 giugno per lasciare lo spazio in palinsesto ad Enrico Mentana con gli speciale TG5 dedicati rispettivamente ai risultati delle elezioni regionali e dei referendum abrogativi la trasmissione termina alle 22:00. Domenica 4 giugno il programma non viene trasmesso per lasciare spazio alla serata Moda mare a Portofino.
| Puntata | Messa in onda  | Telespettatori | Share  |
| ------- | -------------- | -------------- | ------ |
| 1       | 2 aprile 1995  | 8 853 000      | 34,32% |
| 2       | 9 aprile 1995  | ND             | ND     |
| 3       | 16 aprile 1995 | 7 044 000      | ND     |
| 4       | 23 aprile 1995 | 7 466 000      | 29,80% |
| 5       | 30 aprile 1995 | ND             | ND     |
| 6       | 7 maggio 1995  | 8 202 000      | 33,87% |
| 7       | 14 maggio 1995 | 8 571 000      | 35,48% |
| 8       | 21 maggio 1995 | 8 215 000      | 34,47% |
| 9       | 28 maggio 1995 | 7 822 000      | 37,62% |
| 10      | 11 giugno 1995 | 6 303 000      | 25,74% |

## Quarta edizione (inverno 1996)
La quarta edizione del programma prende il via domenica 11 febbraio nella consueta collocazione della prima serata domenicale di Canale 5 e prosegue per un totale di sedici puntate sino al 26 maggio. Al fianco di Castagna è riconfermato per la quarta volta l'inviato Alessandro Ippolito. Anche in questa edizione è prevista la presenza in ogni puntata di un ospite musicale. La trasmissione conferma il successo delle precedenti edizioni e batte regolarmente la concorrenza di Rai 1 che alla domenica sera decide di contrastare lo show di Canale 5 con il varietà Fantastica italiana, condotto dal volto di punta dell'azienda Paolo Bonolis. Anche questa edizione è segnata da numerose polemiche. Ai presunti dubbi sulla veridicità delle storie trattate si aggiungono le lamentele di Mediaset nei confronti della Rai che nel mese di dicembre 1995 ha proposto la prima edizione di Carràmba! Che sorpresa, un format che segna il ritorno in TV di Raffaella Carrà e che utilizza alcuni espedienti narrativi e di spettacolo molto simili a Stranamore. La trasmissione di Castagna finisce inoltre nel mirino del parlamentare Mario Borghezio che chiede un'interrogazione parlamentare al ministro dell'Interno e al ministro della Sanità in seguito ad una storia trasmessa nel corso di una puntata, nella quale il protagonista, un ragazzo di Napoli, dichiarava di essersi fatto ricoverare pur non essendo malato al solo fine riuscire a sottoporsi celermente a esami. Un'altra polemica riguarda invece la presunta violazione della Carta di Treviso per aver raccontato all'interno del programma la storia di un bambino di dieci anni che incontra per la prima volta il padre Marine davanti alla telecamere e quella di due fratellini, figli di un presunto pentito di mafia. L'undicesima puntata, in onda domenica 21 aprile, viene divisa in tre parti (prima parte dalle 20:30 alle 21:53; seconda parte dalle 22:10 alle 22:30; terza parte dalle 23:00 alle 23:20) per dare spazio al TG5 di Enrico Mentana di comunicare ai telespettatori i primi risultati delle elezioni politiche. Al termine dell'edizione vengono realizzate quattro nuove puntate dello spin off Stranamore... e poi.
| Puntata | Messa in onda    | Telespettatori | Share  |
| ------- | ---------------- | -------------- | ------ |
| 1       | 11 febbraio 1996 | 8 742 000      | 32,98% |
| 2       | 18 febbraio 1996 | 9 543 000      | 37,09% |
| 3       | 25 febbraio 1996 | 8 229 000      | 32,36% |
| 4       | 3 marzo 1996     | 8 899 000      | 33,62% |
| 5       | 10 marzo 1996    | 9 004 000      | 34,27% |
| 6       | 17 marzo 1996    | 9 778 000      | 35,50% |
| 7       | 24 marzo 1996    | 8 642 000      | 32,48% |
| 8       | 31 marzo 1996    | 8 087 000      | 31,43% |
| 9       | 7 aprile 1996    | 6 672 000      | ND     |
| 10      | 14 aprile 1996   | 9 165 000      | 35,69% |
| 11      | 21 aprile 1996   | 6 893 000      | 30,11% |
| 12      | 28 aprile 1996   | 7 831 000      | 32,04% |
| 13      | 5 maggio 1996    | 7 598 000      | ND     |
| 14      | 12 maggio 1996   | 6 733 000      | 27,56% |
| 15      | 19 maggio 1996   | ND             | ND     |
| 16      | 26 maggio 1996   | ND             | ND     |

### Stranamore... e poi
| Puntata | Messa in onda  | Telespettatori | Share |
| ------- | -------------- | -------------- | ----- |
| 1       | 2 giugno 1996  | 6 604 000      | ND    |
| 2       | 9 giugno 1996  | 5 098 000      | ND    |
| 3       | 16 giugno 1996 | 5 325 000      | ND    |
| 4       | 23 giugno 1996 | ND             | ND    |

## Quinta edizione (inverno-primavera 1997)
La quinta edizione prende il via domenica 12 gennaio 1997 in prima serata su Canale 5 e si conclude dopo quindici appuntamenti il 20 aprile. Alessandro Ippolito ricopre ancora una volta il ruolo di inviato. Al termine della stagione vengono realizzate due nuove puntate dello spin off Stranamore... e poi.
| Puntata | Messa in onda    | Telespettatori | Share  |
| ------- | ---------------- | -------------- | ------ |
| 1       | 12 gennaio 1997  | 8 310 000      | 32,46% |
| 2       | 19 gennaio 1997  | 8 052 000      | 31,40% |
| 3       | 26 gennaio 1997  | 7 900 000      | 31,97% |
| 4       | 2 febbraio 1997  | 7 831 000      | 29,71% |
| 5       | 9 febbraio 1997  | 7 096 000      | 28,39% |
| 6       | 16 febbraio 1997 | 8 779 000      | ND     |
| 7       | 23 febbraio 1997 | 8 199 000      | 31,38% |
| 8       | 2 marzo 1997     | 7 905 000      | ND     |
| 9       | 9 marzo 1997     | 8 003 000      | 31,66% |
| 10      | 16 marzo 1997    | 7 620 000      | ND     |
| 11      | 23 marzo 1997    | 7 018 000      | ND     |
| 12      | 30 marzo 1997    | 5 622 000      | ND     |
| 13      | 6 aprile 1997    | 6 524 000      | 26,49% |
| 14      | 13 aprile 1997   | 7 133 000      | 28,13% |
| 15      | 20 aprile 1997   | 5 951 000      | 22,99% |

### Stranamore... e poi
| Puntata | Messa in onda  | Telespettatori | Share |
| ------- | -------------- | -------------- | ----- |
| 1       | 27 aprile 1997 | ND             | ND    |
| 2       | 4 maggio 1997  | ND             | ND    |

## Sesta edizione (inverno-primavera 1998)
La sesta stagione del programma prende il via domenica 25 gennaio in prima serata su Canale 5 e vede l'arrivo di due volti nuovi, l'inviato Flavio Andreini e la giovane valletta Sabina Began. Nel corso della puntata in onda l'8 marzo viene affrontata la storia di due ragazzi omosessuali. Tale storia suscita numerose critiche e polemiche da parte del Movimento Italiano Genitori Al termine dell'edizione vengono realizzate tre puntate dello spin off Stranamore...e poi.
| Puntata | Messa in onda    | Telespettatori | Share  |
| ------- | ---------------- | -------------- | ------ |
| 1       | 25 gennaio 1998  | 8 049 000      | 30,41% |
| 2       | 1º febbraio 1998 | 7 982 000      | 29,75% |
| 3       | 8 febbraio 1998  | 8 250 000      | ND     |
| 4       | 15 febbraio 1998 | 7 968 000      | ND     |
| 5       | 22 febbraio 1998 | 7 954 000      | 31,56% |
| 6       | 1º marzo 1998    | 7 251 000      | 28,97% |
| 7       | 8 marzo 1998     | 6 600 000      | 28,93% |
| 8       | 15 marzo 1998    | 7 047 000      | 27,38% |
| 9       | 22 marzo 1998    | 6 807 000      | ND     |
| 10      | 29 marzo 1998    | ND             | ND     |
| 11      | 5 aprile 1998    | 6 560 000      | 27,34% |
| 12      | 12 aprile 1998   | 6 472 000      | 27,53% |
| 13      | 19 aprile 1998   | 6 835 000      | ND     |
| 14      | 26 aprile 1998   | 5 997 000      | 25,36% |
| 15      | 3 maggio 1998    | 6 957 000      | 28,37% |
| 16      | 10 maggio 1998   | 5 736 000      | ND     |

### Stranamore... e poi
| Puntata | Messa in onda  | Telespettatori | Share |
| ------- | -------------- | -------------- | ----- |
| 1       | 17 maggio 1998 | 5 573 000      | ND    |
| 2       | 24 maggio 1998 | 5 418 000      | ND    |
| 2       | 31 maggio 1998 | 4 417 000      | ND    |

## Settima edizione (primavera 2001)
La settima edizione del programma, composta di sei puntate, prende il via nella storica collocazione della domenica sera di Canale 5 il 22 aprile 2001. In questa nuova stagione Alberto Castagna si occupa esclusivamente della conduzione in studio, lasciando il gravoso compito di girare l'Italia in camper ai due nuovi inviati Corrado Tedeschi e Peppe Quintale. Contrariamente a quanto annunciato nei mesi scorsi non fa parte del cast Marco Liorni, che già nel 1999 aveva iniziato a girare alcuni servizi esterni per la trasmissione. Alla trasmissione, che da questa edizione lascia gli studi di Cologno Monzese e si trasferisce negli Studi Elios di Roma, partecipa nel ruolo di assistente Serena Autieri. Nella prima puntata, seguita da ben 10 125 000 spettatori, sono presenti in studio per omaggiare il ritorno in video di Castagna il vicepresidente delle reti Mediaset Pier Silvio Berlusconi, Maurizio Costanzo, all'epoca direttore di Canale 5, numerosi volti della rete come Raimondo Vianello, Sandra Mondaini, Enrico Mentana, Maria De Filippi, Lorella Cuccarini e Paola Barale, e l'amico e collega Fabrizio Frizzi. Al termine dell'edizione, domenica 10 giugno va in onda una puntata di Stranamore... e poi in cui si raccontano come di consueto le evoluzioni delle storie più appassionanti presentate in stagione, mentre domenica 17 giugno viene proposta per la prima volta nella storia del programma una puntata con il meglio dell'edizione appena conclusa.
| Puntata        | Telespettatori | Share  |
| -------------- | -------------- | ------ |
| 22 aprile 2001 | 10 125 000     | 39,15% |
| 29 aprile 2001 | 7 857 000      | 33,92% |
| 6 maggio 2001  | 6 955 000      | 29,91% |
| 20 maggio 2001 | 6 959 000      | 31,71% |
| 27 maggio 2001 | 5 399 000      | 25,31% |
| 3 giugno 2001  | 6 497 000      | 30,33% |

### Stranamore... e poi
| Puntata | Messa in onda  | Telespettatori | Share  |
| ------- | -------------- | -------------- | ------ |
| 1       | 10 giugno 2001 | 5 132 000      | 24,43% |

### Il meglio di Stranamore
| Puntata | Messa in onda  | Telespettatori | Share  |
| ------- | -------------- | -------------- | ------ |
| 1       | 17 giugno 2001 | 4 237 000      | 21,22% |

## Ottava edizione (inverno-primavera 2002)
Nonostante la volontà da parte di Alberto Castagna di chiudere l'esperienza con il programma, forte dei risultati ottenuti l'anno precedente, viene realizzata un'ottava edizione del programma, in onda sempre alla domenica su Canale 5 a partire dal 10 marzo 2002. Al fianco del conduttore è presente una nuova valletta: la modella brasiliana Luciana Francioli de Freitas, mentre nel ruolo di inviati arrivano l'autore Marco Balestri e Marco Bellavia. La regia è affidata ad Egidio Romio. Per rinnovare il format vengono inseriti alcuni spazi nei quali si invitano dei single ultratrentenni ad andare a cena con quattro potenziali partner nella speranza che ne venga scelto uno per approfondire il rapporto (Bridget Jones), uno spazio dedicato alla presentazione del proprio fidanzato o fidanzata in famiglia (Ti presento i miei), e un momento coming out in cui una persona va in trasmissione a dire una cosa che non ha mai detto a qualcuno che gli è caro (Ti confesso). Il programma, complice la concorrenza su Rai 1 della seguitissima fiction Commesse, subisce un importante calo di ascolti. Al termine dell'edizione viene realizzato il consueto appuntamento con Stranamore...e poi.
| Puntata | Messa in onda  | Telespettatori | Share  |
| ------- | -------------- | -------------- | ------ |
| 1       | 10 marzo 2002  | 5 689 000      | 23,75% |
| 2       | 17 marzo 2002  | 5 525 000      | 23,66% |
| 3       | 24 marzo 2002  | 5 516 000      | 22,25% |
| 4       | 31 marzo 2002  | 6 295 000      | 28,81% |
| 5       | 7 aprile 2002  | 5 765 000      | 23,24% |
| 6       | 14 aprile 2002 | ND             | ND     |
| 7       | 21 aprile 2002 | ND             | ND     |
| 8       | 28 aprile 2002 | 5 809 000      | 25,26% |
| 9       | 5 maggio 2002  | 5 509 000      | 22,84% |
| 10      | 12 maggio 2002 | 5 774 000      | 25,44% |
| 11      | 19 maggio 2002 | 5 842 000      | 25,63% |

### Stranamore... e poi
| Puntata | Messa in onda  | Telespettatori | Share  |
| ------- | -------------- | -------------- | ------ |
| 1       | 26 maggio 2002 | 4 641 000      | 21,71% |

## Nona edizione (inverno-primavera 2003)
La nona edizione del programma prende il via alla domenica sera su Canale 5 domenica 2 marzo. Il ruolo di inviato e ricoperto da Corrado Tedeschi, di ritorno dopo un anno di pausa, e da Maddalena Corvaglia, prima donna alla guida del camper. In questa edizione ogni puntata prevede la presenza di alcune coppie VIP che raccontano aneddoti e curiosità legati alla loro storia d'amore. La trasmissione, regolarmente battuta dalla fiction Un medico in famiglia di Rai 1, registra un importante calo di ascolti che porta Mediaset a spostare il programma dalla stagione successiva su Rete 4.
| Puntata | Messa in onda  | Telespettatori | Share  |
| ------- | -------------- | -------------- | ------ |
| 1       | 2 marzo 2003   | 5 944 000      | 24,45% |
| 2       | 9 marzo 2003   | 5 313 000      | 22,91% |
| 3       | 16 marzo 2003  | 5 074 000      | 19,98% |
| 4       | 23 marzo 2003  | 4 889 000      | 20,22% |
| 5       | 30 marzo 2003  | 5 475 000      | 21,77% |
| 6       | 6 aprile 2003  | 5 763 000      | 23,35% |
| 7       | 13 aprile 2003 | 5 222 000      | 21,18% |
| 8       | 20 aprile 2003 | 4 845 000      | 22,68% |
| 9       | 27 aprile 2003 | 5 056 000      | 21,49% |
| 10      | 4 maggio 2003  | 4 782 000      | 21,83% |
| 11      | 11 maggio 2003 | 4 483 000      | 20,59% |

### Stranamore... e poi
| Puntata | Messa in onda  | Telespettatori | Share  |
| ------- | -------------- | -------------- | ------ |
| 1       | 18 maggio 2003 | 3 698 000      | 17,50% |
| 2       | 25 maggio 2003 | 3 157 000      | 15,46% |

## Decima edizione (inverno-primavera 2004)
La decima edizione prende il via il 30 gennaio 2004 con la riconfermata conduzione di Alberto Castagna e la presenza dei due inviati Marco Balestri e Maddalena Corvaglia. Lasciata la prima serata di Canale 5 il programma va ora in onda nella prima serata del venerdì di Rete 4. Il 5 marzo il programma non va in onda per evitare la diretta concorrenza con il Festival di Sanremo, mentre il 9 aprile, Venerdì Santo, considerato il calo della platea televisiva dovuto alla Pasqua, si preferisce mandare in onda una puntata con Il meglio di. Al termine dell'edizione viene realizzato il consueto appuntamento con Stranamore...e poi.
| Puntata | Messa in onda    | Telespettatori | Share  |
| ------- | ---------------- | -------------- | ------ |
| 1       | 30 gennaio 2004  | 3 464 000      | 13,48% |
| 2       | 6 febbraio 2004  | 3 076 000      | 12,13% |
| 3       | 13 febbraio 2004 | 3 213 000      | 13,80% |
| 4       | 20 febbraio 2004 | 3 404 000      | 13,72% |
| 5       | 27 febbraio 2004 | 3 194 000      | 12,98% |
| 6       | 12 marzo 2004    | ND             | ND     |
| 7       | 19 marzo 2004    | ND             | ND     |
| 8       | 26 marzo 2004    | 2 799 000      | 10,91% |
| 9       | 2 aprile 2004    | 2 648 000      | 10,38% |

### Il meglio di Stranamore
| Puntata | Messa in onda | Telespettatori | Share |
| ------- | ------------- | -------------- | ----- |
| 1       | 9 aprile 2004 | 2 116 000      | 8,75% |

### Stranamore... e poi
| Puntata | Messa in onda  | Telespettatori | Share |
| ------- | -------------- | -------------- | ----- |
| 1       | 16 aprile 2004 | 2 581 000      | 9,30% |

## Undicesima edizione (inverno 2005)
L'undicesima edizione prevista inizialmente a partire dal 28 gennaio 2005 viene rinviata per ragioni di palinsesto di una settimana e prende il via ufficialmente venerdì 4 febbraio. Alla guida del programma ancora una volta Alberto Castagna con gli inviati Marco Balestri e Maddalena Corvaglia. La novità è rappresentata da Emanuela Folliero che in studio affianca il conduttore nella presentazione delle storie. Questa edizione si interrompe dopo appena quattro puntate in seguito alla morte improvvisa di Alberto Castagna, avvenuta la sera del 1º marzo. Nei giorni successivi alla morte del giornalista Mediaset decide di non proseguire la realizzazione dell'edizione in corso e di non riproporre in futuro il programma con altri conduttori. Scelta che verrà in seguito non mantenuta. Il 15 aprile 2005, a un mese e mezzo dalla scomparsa di Castagna, va in onda in prima serata su Rete 4 uno speciale dal titolo Il dottor Stranamore, un collage del meglio delle undici edizioni di Stranamore nel quale viene dato ampio spazio alla figura del conduttore scomparso.
| Puntata | Messa in onda    | Telespettatori | Share  |
| ------- | ---------------- | -------------- | ------ |
| 1       | 4 febbraio 2005  | 3 412 000      | 13%    |
| 2       | 11 febbraio 2005 | 2 688 000      | 10,68% |
| 3       | 18 febbraio 2005 | 2 972 000      | 11,38% |
| 4       | 25 febbraio 2005 | 3 066 000      | 11,88% |

### Il dottor Stranamore
| Puntata | Messa in onda  | Telespettatori | Share |
| ------- | -------------- | -------------- | ----- |
| 1       | 15 aprile 2005 | 1 500 000      | 6,12% |

## Dodicesima edizione (inverno-primavera 2006)
Contrariamente a quanto annunciato nei giorni immediatamente successivi alla morte di Alberto Castagna, Mediaset decide di riproporre il programma, affidandone la conduzione ad Emanuela Folliero, già partner di Castagna nella passata stagione. La Folliero non si limita alla conduzione in studio, ma emulando il suo predecessore si occupa anche di realizzare i servizi in esterna alla guida del celebre camper. Al suo fianco nel ruolo di inviati arrivano Alessia Mancini, Costantino Vitagliano e Michael Reale. La dodicesima edizione, composta di dieci puntate, prende il via venerdì 20 gennaio 2006. Il 3 marzo il programma non va in onda per evitare la concorrenza con il Festival di Sanremo. Nell'ultima puntata, in onda il 31 marzo, la Folliero, con delega per la funzione di ufficiale dello stato civile ricevuta dal sindaco di Burago di Morato, in provincia di Milano [questo comune non esiste, forse è Burago di Molgora], celebra un matrimonio civile tra due protagonisti di una storia presentata all'interno del programma. Il 7 aprile viene trasmessa una puntata con il meglio dell'edizione appena conclusa dal titolo Stranamore Replay, seguita il 14 aprile da una puntata di Stranamore... e poi.
| Puntata | Messa in onda    | Telespettatori | Share  |
| ------- | ---------------- | -------------- | ------ |
| 1       | 20 gennaio 2006  | 2 775 000      | 11,29% |
| 2       | 27 gennaio 2006  | ND             | ND     |
| 3       | 3 febbraio 2006  | ND             | ND     |
| 4       | 10 febbraio 2006 | ND             | ND     |
| 5       | 17 febbraio 2006 | ND             | ND     |
| 6       | 24 febbraio 2006 | ND             | ND     |
| 7       | 10 marzo 2006    | ND             | ND     |
| 8       | 17 marzo 2006    | ND             | ND     |
| 9       | 24 marzo 2006    | ND             | ND     |
| 9       | 31 marzo 2006    | 2 304 000      | 9,31%  |

### Stranamore Replay
| Puntata | Messa in onda | Telespettatori | Share |
| ------- | ------------- | -------------- | ----- |
| 1       | 7 aprile 2006 | 1 758 000      | 7,37% |

### Stranamore... e poi
| Puntata | Messa in onda  | Telespettatori | Share |
| ------- | -------------- | -------------- | ----- |
| 1       | 14 aprile 2006 | 1 710 000      | 7,47% |

## Tredicesima edizione (inverno 2007)
La tredicesima edizione prende il via su Rete 4 il 23 gennaio 2007 nella nuova collocazione del martedì sera. Alla guida è confermata Emanuela Folliero nel doppio ruolo di conduttrice e inviata. Al suo fianco come inviati Alessia Mancini e Costantino Vitagliano, a cui si aggiunge Marco Balestri, già presente nelle passate edizioni. La trasmissione, composta da dieci appuntamenti diretti da Mario Bianchi, va in onda dal centro di produzione TV Mediaset di Cologno Monzese con una nuova scenografia a firma di Raffaella Galbiati. Il 27 febbraio la trasmissione non va in onda per evitare la concorrenza del Festival di Sanremo, mentre dalla sesta alla nona puntata lascia la serata del martedì per andare in onda al mercoledì. Al termine dell'edizione come tradizione vengono realizzati due appuntamenti dello spin off Stranamore...e poi.
| Puntata | Messa in onda    | Telespettatori | Share  |
| ------- | ---------------- | -------------- | ------ |
| 1       | 23 gennaio 2007  | 2 492 000      | 10,84% |
| 2       | 30 gennaio 2007  | 2 302 000      | 8,25%  |
| 3       | 6 febbraio 2007  | 2 699 000      | 9,55%  |
| 4       | 13 febbraio 2007 | 2 391 000      | 6,74%  |
| 5       | 20 febbraio 2007 | 2 101 000      | 8,99%  |
| 6       | 7 marzo 2007     | 2 090 000      | 7 34%  |
| 7       | 14 marzo 2007    | 2 434 000      | 8 72%  |
| 8       | 21 marzo 2007    | 2 469 000      | 8,12%  |
| 9       | 28 marzo 2007    | 2 020 000      | 7,59%  |
| 10      | 4 aprile 2007    | 2 260 000      | 7,72%  |

### Stranamore... e poi
| Puntata | Messa in onda  | Telespettatori | Share |
| ------- | -------------- | -------------- | ----- |
| 1       | 10 aprile 2007 | ND             | ND    |
| 1       | 17 aprile 2007 | 1 796 000      | 6,73% |

## Quattordicesima edizione (primavera 2008)
La quattordicesima edizione prende il via martedì 25 marzo 2008 in prima serata su Rete 4 con la conduzione di Emanuela Folliero. Alla guida del camper oltre a Marco Balestri, due nuovi inviati: Paolo Brosio e Gaia De Laurentiis. Tra le novità di questa edizione lo sbarco su Second Life e la rubrica La prov, con protagoniste le coppie in cui la routine ha appannato l'amore e la passione. Nel corso della stagione il programma si sposta dal martedì al mercoledì e in seguito al venerdì. Al termine dell'edizione viene realizzato il consueto appuntamento con Stranamore...e poi.
| Puntata | Messa in onda  | Telespettatori | Share  |
| ------- | -------------- | -------------- | ------ |
| 1       | 25 marzo 2008  | 2 471 000      | 9,77%  |
| 2       | 1º aprile 2008 | 2 748 000      | 10,27% |
| 3       | 8 aprile 2008  | 2 400 000      | 9,18%  |
| 4       | 15 aprile 2008 | ND             | ND     |
| 5       | 23 aprile 2008 | 2 510 000      | 8,95%  |
| 6       | 30 aprile 2008 | ND             | ND     |
| 7       | 7 maggio 2008  | 2 272 000      | 8,72%  |
| 8       | 14 maggio 2008 | 2 325 000      | 8,87%  |
| 9       | 23 maggio 2008 | 1 465 000      | 5,64%  |

### Stranamore... e poi
| Puntata | Messa in onda  | Telespettatori | Share |
| ------- | -------------- | -------------- | ----- |
| 1       | 30 maggio 2008 | 1 986 000      | 8,25% |

## Quindicesima edizione (inverno-primavera 2009)
La quindicesima edizione, ancora una volta condotta da Emanuela Folliero, prende il via in prima serata su Rete 4 il 24 febbraio 2009. Alla guida del camper Marco Balestri, Paolo Brosio e la new entry Daniele Battaglia. Nel corso della stagione, composta di sole sette puntate, il programma si sposta dal martedì al mercoledì e in seguito al giovedì. Al termine dell'edizione viene realizzato il consueto appuntamento con Stranamore...e poi.
| Puntata | Messa in onda    | Telespettatori | Share |
| ------- | ---------------- | -------------- | ----- |
| 1       | 24 febbraio 2009 | 1 950 000      | ND    |
| 2       | 3 marzo 2009     | 2 625 000      | 7,83  |
| 3       | 10 marzo 2009    | 2 183 000      | ND    |
| 4       | 18 marzo 2009    | ND             | ND    |
| 5       | 25 marzo 2009    | 2 490 000      | ND    |
| 6       | 1º aprile 2009   | 2 170 000      | ND    |
| 7       | 9 aprile 2009    | 1 705 000      | ND    |

### Stranamore... e poi
| Puntata | Messa in onda  | Telespettatori | Share |
| ------- | -------------- | -------------- | ----- |
| 1       | 14 aprile 2009 | 1 791 000      | ND    |

## Spin-off

### Stranamore... e poi
Il programma, condotto sempre da Alberto Castagna, racconta l'evoluzione delle storie proposte a Stranamore e viene proposto con un numero di puntate variabile (da una a quattro) al termine di tutte le stagioni del programma fatta eccezione della terza edizione. Nell'estate del 2002 viene realizzata un'edizione speciale in onda per quattro puntate al venerdì in prima serata su Canale 5. La trasmissione è condotta da Marco Balestri con la partecipazione di Luciana Francioli de Freitas e viene realizzata in versione itinerante tra Montecatini Terme (prime due puntate) e Cefalù (ultime due puntate). Nel programma, oltre all'evoluzione delle storie trattate nelle precedenti edizioni, vengono raccontate anche nuove storie di coppie in crisi. La regia è affidata a Franco Bianca.

#### Edizione (estate 2002)
| Puntata | Messa in onda  | Telespettatori | Share  |
| ------- | -------------- | -------------- | ------ |
| 1       | 5 luglio 2002  | ND             | ND     |
| 2       | 12 luglio 2002 | 2 651 000      | 16,13% |
| 3       | 19 luglio 2002 | 2 824 000      | 16,74% |
| 4       | 26 luglio 2002 | ND             | ND     |

### Natale con Stranamore
Puntata speciale del programma condotta da Alberto Castagna andata in onda la sera del 25 dicembre 1994 con al centro storie legate al Natale.

### Il meglio di Stranamore
Puntate speciali in onda domenica 17 giugno 2001 e venerdì 9 aprile 2004 nelle quali viene proposto il meglio dell'edizione in corso o appena conclusa.

### Il dottor Stranamore
Puntata speciale con il meglio di tutte le edizioni in onda dal 1994 al 2005, trasmesso la sera del 15 aprile 2005 in prima serata su Rete 4 per rendere omaggio ad Alberto Castagna ad un mese e mezzo dalla sua morte.

### Stranamore Replay
Puntata speciale in onda venerdì 7 aprile 2006 nella quale viene proposto il meglio dell'edizione appena conclusa.

### Stranamore presenta: If...
Puntata pilota condotta da Emanuela Folliero in seconda serata su Rete 4 nel 2007.

## Curiosità
- Il successo del programma portò alla creazione di un importante merchandising con il marchio Stranamore. Il gruppo Giochi Preziosi realizzò una serie di bambole della linea Tanya dal nome Tanya Stranamore. Vennero inoltre messi in commercio un modellino del celebre camper utilizzato dalla trasmissione, un diario elettronico e un diario segreto, orologi, profumi, trucchi, timbri, una compilation di canzoni d'amore in musicassetta e cd, t-shirt e capellini, e alcune linee di cancelleria per la scuola composte da zaini, diari e quaderni. Venne infine messo in commercio anche un gioco da tavolo intitolato Stranamore - Il gioco che colpisce al cuore.

- Nell'estate del 1997 Alberto Castagna dichiarò di voler lavorare ad una sesta edizione del programma ricca di novità. Tra queste una messa in onda itinerante ogni settimana da un teatro di una città diversa, con un incasso della serata da devolvere in beneficenza a favore di una istituzione cittadina.[178] L'idea non verrà però in seguito ripresa e realizzata.

## Esportazione del format
Il format è stato realizzato nei Paesi Bassi dove va in onda tuttora ed è stato esportato poi in Spagna, Portogallo, Belgio e Italia.
| Paese                          | Nome                        | Canale                                                                   | Data di esordio   | Data chiusura  | Presentatore                                                                                                | Presentatore |
| ------------------------------ | --------------------------- | ------------------------------------------------------------------------ | ----------------- | -------------- | --- | ------------ |
| Paesi Bassi (format originale) | All you need is love        | VOO (1992-1995) Veronica (1995-1998) SBS 6 (1998-2006) RTL 4 (2006-oggi) | 29 settembre 1992 | in corso       | Robert ten Brink                                                                                            |              |
| Belgio (Fiandre)               | All you need is love        | VTM                                                                      | 1995              | 2012           | Ingeborg Sergeant (1995) Mathias Coppens (2009-2012)                                                        |              |
| Spagna                         | Lo que necesitas es amor    | Antena 3                                                                 | 12 ottobre 1993   | 4 luglio 1999  | Isabel Gemio (1993-1994) Jesús Puente (1994-1998) Pedro Rollán (1998-1999)                                  |              |
| Spagna                         | All you need is love...o no | Telecinco                                                                | 8 maggio 2017     | 31 luglio 2017 | Risto Mejide                                                                                                |              |
| Portogallo                     | All you need is love        | SIC                                                                      | 1994              | 25 marzo 2023  | Lídia Franco (1994) Fátima Lopes (1995-1997) Fátima Lopes e João Paulo Sousa (9 ottobre 2022-25 marzo 2023) |              |